# Guillermo Casador
Guillermo Casador (* 9. Oktober 1510 in Vic, Katalonien; † 13. November 1570) war ein römisch-katholischer Bischof von Barcelona.
Guillermo Casador empfing die Priesterweihe am 27. März 1535. 1560 wurde er von Pius IV. zum Bischof-Koadjutor des Bistums Barcelona bestellt und zum Titularbischof von Xanthe ernannt. Die Bischofsweihe spendete ihm am 10. November 1560 Bischof Jaime Casador. Am 4. Juni 1561 wurde er zum Bischof von Barcelona ernannt.